# 깁스랜드

깁스랜드(Gippsland)는 오스트레일리아 빅토리아주 남동부에 위치한 농촌 지역으로, 주로 빅토리아 알프스(그레이트디바이딩산맥의 최남단 구간) 남쪽의 해안 평야로 이루어져 있다. 카디니아 샤이어(멜버른의 가장 외곽 남동부 교외) 동쪽에서 단데농 산맥과 모닝턴 반도 사이의 41,556 km2 (16,045 mi2)에 이르는 길쭉한 지역을 덮고 있으며, 북쪽으로는 고지대의 산맥과 고원/산지(빅토리아 북동부의 흄 지역과 구분), 남서쪽으로는 웨스턴 포트 베이, 남쪽과 동쪽으로는 배스 해협과 태즈먼해, 동쪽과 북동쪽으로는 블랙-앨런 라인(빅토리아주/뉴사우스웨일스주 경계의 최동단 구간)에 접한다.
깁스랜드는 스트렐레키 산맥과 깁스랜드 호수의 지류들에 의해 웨스트 깁스랜드, 사우스 깁스랜드, 래트로브 계곡, 센트럴 깁스랜드, 이스트 깁스랜드로 나뉜다. 2016년 오스트레일리아 인구 조사에서 깁스랜드의 인구는 271,266명이었으며, 주요 중심지는 틀:VICcity, 와라굴, 드로인, 베언스데일, 틀:VICcity, 세일, 틀:VICcity, 원타기, {{VICcity|레온가타]], 필립섬이다. 깁스랜드는 광업, 발전 및 농업뿐만 아니라 필립섬, 윌슨스 프로몬토리, 깁스랜드 호수, 왈할라, 보 바우 고원, 스트렐레키 산맥과 같은 관광지로도 유명하다. 또한 본토와 태즈메이니아 사이의 약 백여 개의 섬을 포함한다.

## 역사
전통적 소유자는 구나이족의 오스트레일리아 원주민이며, 웨스트 깁스랜드 일부에는 부누롱족이 살고 있다. 영구적인 유럽 식민지화 이전에 이 지역은 정착하지 않은 물개잡이와 와틀 나무껍질 채취자들이 방문했다. 스코틀랜드 커크커드브라이트 출신의 농업인이자 탐험가인 새뮤얼 앤더슨 (1803–1863)은 1830년 호바트 (태즈메이니아주)에 도착하여 1835년 깁스랜드 배스강에 불법 이주민 농업 정착지를 세웠는데, 이는 빅토리아 (당시 포트 필립 지구로 불림)에서 세 번째 영구 식민지 정착지였다. 그의 사업 파트너 로버트 매시가 1837년에 합류했다. 둘 다 태즈메이니아의 서큘러 헤드에 있는 밴 디멘스 랜드 컴퍼니에서 일했다. 새뮤얼의 형제인 휴(1808–1898)와 토마스(1814–1903)도 곧 배스에 도착하여 성공적인 농업 사업을 시작했다.
이 지역으로의 두 차례의 별도 탐험 이후 추가적인 유럽 식민지화가 이어졌다.
폴란드 탐험가 파벨 에드문트 스트렐레츠키는 1840년 3월 남부 탐험(1839년 12월 – 1840년 5월) 중에 구나이족 지역을 가로지르는 탐험을 이끌었고, 그들의 많은 자연 지형과 장소에 자신의 이름을 붙였다. 이러한 탐험 이후 "깁스랜드"라는 이름이 붙었는데, 스트렐레츠키가 자신의 후원자였던 뉴사우스웨일스 주지사 조지 깁스를 기리기 위해 선택한 이름이었다.
앵거스 맥밀런은 1840년 두 번째 유럽 탐험을 이끌고 구나이족 지역을 "오스트랄리스 캘리도니아"라고 명명했다. 그러나 이 지리적 지역의 이름은 P. E. 스트렐레츠키가 부여한 이름인 깁스랜드로 남아 있었다.
배스 마을은 1860년대 초에 측량되어 식민지화되었다.
남부 깁스랜드의 집중적인 식민지화는 1870년대 후반에 시작되었다. 그 과정에 대한 이야기는 《리라새의 땅》(The land of the Lyre Bird, 1920)에 담겨 있다.
2026년 코먼웰스 게임이 취소되기 전, 깁스랜드는 빅토리아 지역의 개최지 중 하나로 예정되어 있었다.

## 지리
깁스랜드는 전통적으로 네다섯 개의 주요 하위–지역 또는 지구로 나뉜다.
- 웨스트 깁스랜드 (대략 바 바우 샤이어와 일치)
- 사우스 깁스랜드 (배스 코스트와 사우스 깁스랜드 샤이어)
- 래트로브 계곡 (래트로브 시티와 바 바우 북부 지역)
- 이스트 깁스랜드 (웰링턴 샤이어와 이스트 깁스랜드)
- 때때로 다섯 번째 지역인 센트럴 깁스랜드 (대략 웰링턴 샤이어와 일치)가 깁스랜드 호수와 야람 사이의 더 건조한 지역을 지칭하기 위해 추가되기도 한다.

깁스랜드 평원 초원림은 이 지역의 멸종 위기에 처한 식생 공동체이다.

## 기후
깁스랜드의 기후는 온화하고 일반적으로 습하지만, 세일 주변의 중앙 지역은 연평균 강수량이 600 밀리미터 (24 in) 정도이다. 스트렐레키 산맥에서는 연평균 강수량이 최대 1,500 밀리미터 (59 in)에 달할 수 있으며, 이스트 깁스랜드의 고산지대에서는 비슷한 수준에 이를 것으로 예상된다. 대부분의 강수량은 눈으로 내린다. 스노위강 동쪽의 저지대에서는 연평균 강수량이 일반적으로 약 900–950 밀리미터 (35–37 in)이며, 뉴사우스웨일스주의 해안 지역보다 변동성이 적다. 저지대의 평균 최고 기온은 1월에 24 °C (75 °F), 7월에 15 °C (59 °F)이다. 보 바우 고원과 외딴 에린운드라 고원의 고지대에서는 기온이 최고 18 °C (64 °F)에서 최저 8 °C (46 °F)까지 이른다. 그러나 겨울에는 이 지역의 평균 최저 기온이 −4 °C (25 °F)까지 내려갈 수 있으며, 이로 인해 폭설이 내려 6월에서 10월 사이에 에린운드라 고원이 종종 고립된다.

## 동식물
깁스랜드는 다양한 동식물종의 서식지이다. 이곳에 사는 동물로는 왈라비아, 코알라, 가시두더지, 웜뱃 등이 있다.
자생 식물과 나무에는 새, 곤충, 포유류에게 귀중한 꿀, 꽃가루, 유충, 씨앗을 제공하는 그래스 트리(잔토로이아 오스트랄리스)가 있다.

## 천연자원
깁스랜드의 토양은 일반적으로 질소, 인, 칼륨, 칼슘이 심하게 부족하여 매우 비옥하지 못하다. 자주 홍수가 나는 지역을 제외하고는 스포도솔, 프삼멘트, 울티솔로 분류된다. 따라서 농업이나 목축 개발을 위해서는 많은 비료가 필요하다. 그럼에도 불구하고 깁스랜드의 일부 지역은 매우 생산적인 낙농 및 채소 재배 지역이 되었으며, 이 지역은 멜버른에 이러한 상품의 대부분을 공급한다. 일부 충적토(주로 스노위강 근처)는 훨씬 더 좋은 자연 비옥도를 가지고 있으며, 이들은 항상 집중적으로 경작되어 왔다. 극북동쪽에는 모나로 고원의 작은 부분이 소고기 소 방목에 사용된다.
깁스랜드는 금속광물 침전물이 거의 없다(포스터, 부찬 주변의 19세기 금 러시는 빠르게 쇠퇴했다). 그러나 1863년부터 1913년까지 50년 동안 왈할라에서 깊은 지하 금광이 운영되었다. 깁스랜드는 주요 산업용 비금속 광물 침전물이 없지만, 세계에서 가장 큰 갈탄 침전물과 세일 주변 및 배스 해협 해상에는 오스트레일리아에서 가장 큰 석유 및 천연가스 침전물 중 일부가 있다.
오스트레일리아의 다른 지역과 마찬가지로 깁스랜드 주변 해역은 태즈먼해의 따뜻한 해류로 인해 용승이 없어 생산성이 매우 낮다. 그럼에도 불구하고 말로와 말라쿠타 같은 마을들은 오랫동안 전복 어업에 의존했는데, 전복 껍데기는 진주와 진주 상감에 사용되어 매우 높은 가격에 팔릴 수 있었다.

## 행정

### 정치적 대표성
오스트레일리아 연방 선거의 하원을 위해 플린더스, 모나시, 그리고 깁스랜드의 선거구는 전부 또는 일부가 깁스랜드 지역에 위치한다. 플린더스와 맥밀란은 현재 자유당이, 깁스랜드는 국민당이 차지하고 있다.
빅토리아 입법 의회 선거의 경우, 배스, 나라칸, 모웰, 사우스 깁스랜드 및 이스트 깁스랜드 선거구는 전부 또는 일부가 깁스랜드 지역에 위치한다. 배스는 노동당이, 나라칸은 자유당이, 이스트 깁스랜드, 사우스 깁스랜드 및 모웰은 국민당이 차지하고 있다.

#### 지방 자치 지역
깁스랜드에는 6개의 지방 자치 지역이 있다.
| 지방 자치 지역         | 면적   | 면적   | 인구 (2011년 인구 조사) | 출처   | 인구 (2016년 인구 조사) | 출처   |
| 지방 자치 지역         | km2    | sq mi  | 인구 (2011년 인구 조사) | 출처   | 인구 (2016년 인구 조사) | 출처   |
| ---------------------- | ------ | ------ | ----------------------- | ------ | ----------------------- | ------ |
| 배스 코스트 샤이어     | 864    | 334    | 29,614                  | [ 12 ] | 32,804                  | [ 13 ] |
| 바 바우 샤이어         | 4,031  | 1,556  | 42,864                  | [ 14 ] | 48,479                  | [ 15 ] |
| 이스트 깁스랜드 샤이어 | 20,941 | 8,085  | 42,196                  | [ 16 ] | 45,040                  | [ 17 ] |
| 래트로브 시티          | 1,426  | 551    | 72,396                  | [ 18 ] | 73,257                  | [ 19 ] |
| 사우스 깁스랜드 샤이어 | 3,305  | 1,276  | 27,208                  | [ 20 ] | 28,703                  | [ 21 ] |
| 웰링턴 샤이어          | 10,989 | 4,243  | 41,440                  | [ 22 ] | 42,983                  | [ 23 ] |
| 총계                   | 41,556 | 16,045 | 255,718                 |        | 271,266                 |        |

### 환경 보호
깁스랜드 지역에는 앨프레드 국립공원, 보 바우 국립공원, 쿱라캄브라 국립공원, 크루아진골롱 국립공원, 에린운드라 국립공원, 깁스랜드 호수 해안 공원, 린드 국립공원, 미첼강 국립공원, 모웰 국립공원, 스노위강 국립공원, 태라-불가 국립공원, 더 레이크스 국립공원, 윌슨스 프로몬토리 국립공원이 있다.
또한 보존 목표에 기여하는 넓은 주립림 지역도 있다.

## 주요 인물
- 리키 미지 (1970/1971년 출생), 아웃백 생존자

## 같이 보기
- 빅토리아주의 지리
- 빅토리아주의 지역
- 자이언트 깁스랜드 지렁이
- 깁스랜드 학살
- 깁스랜드의 백인 여성
- 올드 깁스타운
- 깁스랜드 아트 갤러리